# Chadisra bipars
Chadisra bipars là một loài bướm đêm thuộc họ Notodontidae. Nó được tìm thấy ở Oriental ecozone.
Sải cánh dài 35–38 mm đối với con đực và 45–50 mm đối với con cái.